# Yelicones spectabilis
Yelicones spectabilis är en stekelart som beskrevs av Areekul och Donald L.J. Quicke 2004. Yelicones spectabilis ingår i släktet Yelicones och familjen bracksteklar. Inga underarter finns listade i Catalogue of Life.